# Круг Света
Московский Международный фестиваль «Круг Света» — ежегодное мероприятие, в рамках которого светодизайнеры и профессионалы в области 2D- и 3D-графики используют архитектурное пространство Москвы как объект для мультимедийных и световых инсталляций. Фестиваль проводится в течение нескольких дней на популярных у москвичей и туристов площадках российской столицы. Вход — свободный.

## Общая информация
Впервые идея фестиваля возникла в 2002 году, когда московский художник Антон Чукаев написал для Комитета по культуре Москвы заявку о проведении Московского фестиваля света по аналогии с легендарным Фестивалем света в Лионе, Франция. Однако понадобилось 10 лет и появление новых технологий широкоформатных видеопроекций для того, чтобы в Москве появился подобный фестиваль.
Организаторами фестиваля выступали Департамент средств массовой информации и рекламы города Москвы, Департамент национальной политики, межрегиональных связей и туризма города Москвы, Департамент спорта и туризма города Москвы. Сейчас фестиваль "Круг света" организовывается по заказу Департамента спорта города Москвы.
Для фестиваля «Круг света» дизайнеры, арт-художники из России и других стран создают световые и мультимедийные шоу, демонстрируют видеомэппинг на фасады известных зданий (Большой театр, Главное здание МГУ, Музей Победы, Останкинская телебашня и др.), памятников культуры и сооружений Москвы, а также интегрируют свои задумки в архитектурное пространство города. На все площадки фестиваля для зрителей вход свободный.
В рамках Московского Международного фестиваля «Круг света» ежегодно проводится конкурс по видеомэппингу «АРТ ВИЖН», в котором принимают участие как профессионалы, так и начинающие специалисты со всего мира. Конкурсанты представляют свои работы в следующих номинациях: классический архитектурный видеомэппинг, современный видеомэппинг, а также виджеинг.
Традиционно во время фестиваля «Круг света» проходит образовательная программа, где проводятся лекции, семинары и мастер-классы иностранных и российских специалистов по работе со светом. Также на них можно познакомиться с технологиями светового искусства.
Фестиваль является победителем премий «Марка № 1 в России» 2013 года в категории «Фестиваль», «Событие года» в номинации «Главное городское событие» 2015 года и номинации "Фестиваль года" 2017 года, «Бренд года/EFFIE» 2011 и 2012 года в номинации «Сфера развлечений», "Путеводная звезда" в номинациях: "Лучший событийный проект" (2014 год), "Лучшее мероприятие под открытым небом" по версии проекта "Активный гражданин" (2017 и 2018 годы),  В 2015 году видеопроекция на здании Министерства обороны России внесена в Книгу рекордов Гиннесса, как самая большая видеопроекция в мире. В 2016 году видеопроекция на Главном здании Московского Государственного Университета также удостоилась двух наград Книги рекордов Гиннеса за "Самую большую видеопроекцию" и "Самую большую мощность светового потока". Еще две рекорда были зафиксированы в 2018 году: за самое большое число одновременно зажженных горелок (162 штуки) и самую большую проекцию на водную поверхность (почти 3099,24 кв.метров).

## Фестивали

### Первый фестиваль, 2011 год
Первый фестиваль прошел в 2011 году. Всего за три дня продемонстрировано около 360 световых инсталляций.
- Места проведения (основные площадки):

1. Красная площадь,
2. Манежная площадь,
3. ЦПКиО им. Горького

- Время проведения: 21—23 октября 2011 года.
- Количество зрителей: около 1 млн.

### Второй фестиваль, 2012 год
Основная идея фестиваля «Энергия жизни» согласно задумке обозначала быстроту перемен в современном обществе, смену взглядов на искусство, культуру. Главный посыл: объединение народов и их культур, развитие технологий и новых инноваций.
- Места проведения (основные площадки):

1. Красная площадь,
2. «АРТ ВИЖН» — фасад Центрально-выставочного зала «Манеж»
3. ЦДХ (как пространство для образовательных программ в рамках фестиваля)
4. ЦПКиО им. Горького

- Время проведения: 28 сентября—2 октября 2012 года.
- Количество зрителей: около 2 млн.

### Третий фестиваль, 2013 год
В третьем фестивале приняли участие представители 11 стран мира (Бразилия, Венгрия, Германия, Италия, Канада, Польша, Россия, Словения, Турция, Украина, Франция), в конкурсе «АРТ ВИЖН» было задействовано 24 участника. Главный приз «АРТ ВИЖН» достался команде из Венгрии.
Обслуживанием площадок занималось более 3 тысяч человек, всего фестиваль за 5 дней посетило более 3 миллионов зрителей.
Также в рамках фестиваля в Москву прибыл Олимпийский огонь будущей Олимпиады в Сочи 2014 года.
- Места проведения (основные площадки):

1. Олимпийский комплекс «Лужники»
2. Музей-заповедник «Царицыно»
3. Большой театр.
4. «АРТ ВИЖН» — фасад Центрально-выставочного зала «Манеж»
5. Красная площадь
6. Digital October (образовательная программа)

- Время проведения: 4—8 октября 2013 года.
- Количество зрителей: около 3 млн.

### Четвертый фестиваль, 2014 год
Площадками фестиваля были 7 локаций: Останкино, ВДНХ, Большой театр, часть улицы Кузнецкий мост, парк Царицыно, Медиа Куб на Манежной площади и Digital October.
- Время проведения: 10—14 октября 2014 года.
- Место проведения:

1. Останкино
2. ВДНХ
3. Большой театр
4. Музей-заповедник «Царицыно»
5. Медиа Куб на Манежной площади
6. «АРТ ВИЖН» — фасады павильонов № 1, № 12 и «Космос» ВДНХ
7. Кузнецкий мост
8. «Digital October» — образовательная программа

- Количество зрителей: около 6 млн.[20]

### Световые шоу к 70-летию Победы, 2015
Световые шоу, посвященные 70-летию Победы в Великой Отечественной войне на зданиях Центрального академического театра Российской Армии и Белорусского вокзала.
- Время проведения: 8—10 мая 2015 года.
- Место проведения:

1. Белорусский вокзал («Поезд Победы»)
2. Театр Российской армии («Театр. Годы Войны»; «Путь солдата»)

Световые шоу, посвященные 70-летию Победы в Великой Отечественной войне и Дню народного единства в Севастополе.
- Время проведения: 6—9 ноября 2015 года.
- Место проведения: Дворец детского и юношеского творчества (Дом пионеров)

### Пятый фестиваль, 2015 год
Площадками фестиваля были 9 мест в Москве.
- Время проведения: 26 сентября — 4 октября 2015 года.
- Место проведения:

1. Комплекс зданий Министерства Обороны на Фрунзенской набережной — видеопроекция внесена в Книгу рекордов Гиннесса, как самая большая видеопроекция в мире[23].
2. ВДНХ (Павильон № 1 «Центральный»; Павильон № 66 «Культура»; Павильон № 32 «Космос»)
3. Большой театр
4. Центральный Детский Магазин
5. Чистые пруды
6. Патриаршие пруды
7. Набережная Москвы реки (от Дома музыки на Павелецкой до Лужнецкой набережной)
8. Гребной канал Крылатское
9. «Digital October» — образовательная программа

- Количество зрителей: около 7 млн.[24]

### Шестой фестиваль, 2016 год
Представления на фасаде Главного здания МГУ установили два рекорда Книги Гиннеса: «Самая большая видеопроекция» (50 458 м²) и «Самая большая мощность светового потока при проецировании изображения» (4 264 346 люменов). На конкурс "АРТ ВИЖН", который проходит в рамках фестиваля, были поданы 151 заявка из 31 страны. Победителями конкурса стали представители России, Китая, Японии, Великобритании, Испании, Бразилии.  * Время проведения: 23-25 сентября 2016 года.
- Место проведения:

1. Главное место — у Главного здания МГУ, с 20:30 до 21:40 [25] .
2. Выставка достижений народного хозяйства
3. Большой театр
4. Крылатское (гребной канал)
5. Концертный зал «Известия Hall»
6. «Digital October»

### Седьмой фестиваль, 2017 год
Фестиваль прошел на 7 площадках в Москве. Торжественный старт фестивалю был дан в Останкино, где за два дня более 600 тысяч зрителей совершили фантастическое мультимедийное путешествие по странам, где возвышаются самые высокие небоскребы и телебашни мира. В представлении были задействованы свыше 200 световых приборов, 130 видеопроекторов, 99 огненных горелок и 242 фонтана различной конфигурации, украсивших Останкинский пруд. Впервые на пруду был оборудован ледовый каток, где выступили 26 фигуристов, в том числе звезды российского спорта Татьяна Навка и Петр Чернышев, Александр Смирнов и Юка Кавагути. Международный конкурс "АРТ ВИЖН" собрал в трех номинациях 175 участников из 35 стран – Великобритании, Канады, Японии, России, Бразилии, Мексики, Индонезии, Украины, Польши, Венгрии, Италии, Китая и т.д. Впервые в Россию приехали креативные команды из Уругвая, Израиля и Египта. Работы конкурсантов оценивало интернациональное жюри в составе восьми ведущих экспертов индустрии светового дизайна из России, Японии, Финляндии, Голландии, Израиля и Португалии.
- Время проведения: 23 сентября – 27 сентября 2017 года
- Место проведения:

1. Останкинская телебашня  - световое  шоу «Семь высочайших строений мира» с использованием технологии  видеомэппинга
2. Театральная площадь  - фрагменты классических пьес русской литературы на зданиях Большого и Малого театров, тематические шоу «Небесная механика» и «Неподвластный времени»
3. Царицыно (музей-заповедник) – шоу танцующих фонтанов, выступления Дмитрия Маликова и арт-группы Soprano
4. Строгино - 30-минутное японское пиротехническое шоу
5. Digital October - лекции световых дизайнеров и создателей лазерных инсталляций
6. Мир (концертный зал) - конкурс «Арт Вижн Виджеинг»

### Восьмой фестиваль, 2018 год
Для фестиваля было выбрано 7 площадок в Москве. На фестивале были установлены два рекорда Книги Гиннеса: «Самое большое число одновременно зажженных горелок» (162 шт.) и «Самая большая проекция на водную поверхность» (3 099,24 кв.м). В 2018 году видеомэппинговые представления были показаны на фасадах сразу трех театров: Большого, Малого и РАМТ. Вместе они превратились в панорамную 270-градусную проекцию. Впервые в программе были задействованы музей-заповедник "Коломенское" и Музей Победы на Поклонной горе.
- Время проведения: 21 сентября — 25 сентября 2018 года.
- Место проведения:

1. Музей-заповедник «Коломенское» − световое шоу на основе детских сказок на фасадах входных групп музея-заповедника, дворцового павильона и церкви Вознесения
2. Музей Победы на Поклонной горе − световой фильм о великих советских военных инженерах на фасаде музея Победы.
3. Театральная площадь − световой фильм о гладиаторе Спартаке на фасадах Большого театра, Малого театра и РАМТа
4. Музей-заповедник «Царицыно» − световое шоу посвященное мировым достопримечательностям. Световой фильм о мире далекого будущего
5. Гребной канал − 21, 22 и 23 сентября «Карнавал света». 25 сентября пиротехническое шоу, приуроченное к Году Японии в России
6. Театрально-концертный зал «Мир» − 22 сентября соревнования виджеев под музыку
7. Digital October − 22 и 23 сентября обучающие лекции создателей лазерных инсталляций

### Девятый фестиваль, 2019 год
В Москве открылся девятый международный фестиваль "Круг света". Тысячи людей в пятницу посетили Гребной канал Москвы, чтобы увидеть мультимедийный мюзикл "Семь нот".
Зрители смотрели представление как со стороны стационарных трибун, так и с косы канала. Над каналом была возведена конструкция, на которой разместили свет и огненные горелки. Конструкция также служила экраном для видеопроекции.
"Я хочу вам всем пожелать, чтобы в вашей жизни появлялось как можно больше света, музыки и ярких впечатлений. IX Московский международный фестиваль "Круг света" объявляю открытым", – сказал перед началом заместитель мэра Москвы по вопросам региональной безопасности и информационной политики Александр Горбенко.
Мультимедийный мюзикл "Семь нот" – это история о том, как музыка помогает людям найти гармонию. Он стал открытием фестиваля. Сразу после него прогремело 15-минутное музыкально-пиротехническое шоу.
В этом году световые представления покажут на Гребном канале, Театральной площади, комплексе зданий на проспекте Сахарова, в парке "Коломенское", Останкинском парке, Политехническом музее, Музее Победы, концертном зале Arbat Hall и центре Digital October.
Останкинский парк принимает участие в фестивале впервые. Зрители увидят 15 световых и видеопроекционных инсталляций, которые изменят восприятие пространства и перенесут их в мир искаженной реальности.
В "Коломенском" посетителей ожидает "Парк сказок". Территория площадью более чем полтора гектара превратится в волшебный лес, наполненный светом и красками инсталляций, архитектурных и ландшафтных 3D-мэппинговых шоу. Сказочный маршрут таит в себе встречи с Джинном, царем Салтаном, Золушкой, Снежной Королевой, Алисой из Страны чудес. Для гостей устроят и "Театр теней". А 22 сентября в парке выступит Дмитрий Маликов.
Площадка Музея Победы в первый раз станет частью международного конкурса "Арт Вижн" в номинации "Модерн". Лучшие творческие работы на фасаде здания покажут участники из 12 стран.
В прошлом году шоу установило два рекорда Гиннесса. Оно попало в книгу рекордов в номинациях "Самая большая проекция на водную поверхность" и "Самое большое число одновременно зажженных горелок".
Московский международный фестиваль "Круг света" – ежегодное событие, в рамках которого светодизайнеры и специалисты в области аудиовизуального искусства преображают архитектурный облик Москвы, применяя технику проецирования на объектах. Фасады зданий-символов России и знаковые места столицы предстают в роли холстов для масштабных и красочных видеопроекций. Под эгидой фестиваля "Круг света" проводится международный конкурс видеомэппинга и виджеинга "Арт Вижн".

### В 2022 году была анонсирована программа фестиваля, но фестиваль был отменен.
В 2022 году фестиваль должен был пройти на площадках:
Площадка «Гребной канал»
Площадка «Театральная площадь»
Площадка «Парк Коломенское»
Площадка «Музей Победы»
Площадка «г. Московский»
В этом году, впервые в истории фестиваля, одна из его площадок откроется в Новой Москве — городе Московский: с 14 по 16 октября зрителей ждёт запоминающееся световое шоу.
А ещё мы рады сообщить вам отличную новость: в рамках фестиваля «Круг света» состоится Образовательная программа, на которой каждый желающий сможет узнать об актуальных мировых тенденциях и последних достижениях в области мультимедийных технологий и светового дизайна. В программе примут участие ведущие специалисты по светодизайну и видеомэппингу, а также художники, архитекторы, сценографы, которые поделятся личным опытом реализации проектов и расскажут о новых трендах сферы.
Мероприятие пройдёт 15 и 16 октября на новой площадке фестиваля Meeting Point (ул. Охотный ряд, 2).

## Посетители
Количество посетителей:
| Год  | Число посетителей |
| ---- | ----------------- |
| 2011 | ~ 1 000 000       |
| 2012 | ~ 2 000 000       |
| 2013 | ~ 3 000 000       |
| 2014 | ~ 6 000 000       |
| 2015 | ~ 7 000 000       |

## Галерея Фестиваля
- Красная площадь, 2012
- Красная площадь, 2012
- Московский Манеж, 2012
- Манежная площадь, 2012
- Большой дворец в Царицыно, 2013
- Мост к фонтану в Царицыно, 2014
- Инсталляция в Царицыно, 2013
- Инсталляция м"Маски" в Царицыно, 2014
- Большой дворец в Царицыно, 2013